# Darryl Cotton
Darryl Cotton (4 de septiembre de 1949 – 27 de julio de 2012) fue un cantante de pop australiano, presentador de televisión y actor, conocido por ser miembro fundador del grupo de rock australiano Zoot en 1968, junto con Beeb Birtles, Rick Brewer y, más tarde, Rick Springfield.

## Carrera
Después de Zoot, Cotton se aventuró en el extranjero, estableciéndose en Los Ángeles, donde trabajó como cantante y compositor. Ha colaborado con artistas como Olivia Newton-John, The Osmonds, Shaun Cassidy y Cliff Richard. Sus créditos como compositor incluyen Donny Osmond y Marie Osmond, Engelbert Humperdinck y The New Seekers.
En junio de 2012 se le diagnosticó cáncer de hígado. Murió el 27 de julio de 2012.